# Grad Slovenska Bistrica
Grad Slovenska Bistrica je grad v mestu Slovenska Bistrica. Danes je grad Slovenska Bistrica osrednji kulturni in prireditveni center mesta in občine. Na ogled so številne stalne razstave, galerija in viteška dvorana s freskami.

## Zgodovina
Grad je prvič pisno omenjen leta 1265, ko ga je kralj Rudolf skupaj z mestom izročil grofu Majnhardu Goriškemu (od leta 1286 je bil koroški vojvoda). Leta 1313 je grad prešel v roke Habsburžanom, ki so leta 1355 oddali mesto in grad Slovenska Bistrica v zastavo gospodom Walsee, od 1368 pa Celjskim grofom, posest pa je ponovno postala deželnoknežja leta 1456. Leta 1587 je grad in mesto kupil Hans Vetter, leta 1717 pa so grad kupili Attemsi, ki so ostali lastniki do konca 2. svetovne vojne. V času, ko so imeli grad Attemsi je tukaj bivala slikarka in zgodovinarka Marija Attems.
Grad stoji na severozahodni strani srednjeveškega dela mesta. Najstarejši grad se je naslonil na severo-zahodni vogal mestnega obzidja. Že pred letom 1313 so stolpu prizidali današnji severni trakt. V 16. st. ali celo prej, so gradu, ki je imel do tedaj en trakt, prizidali ostale tri in ga obzidali z obzidjem z obrambnimi stolpiči. Počasi je dobival podobo renesančnega dvorca. Leta 1623 so ga grofje Vetter von der Lilie gradbeno preuredili in je z manjšimi popravki tak še danes. Grajsko poslopje ima trapezast tloris s po enim stolpičem v vsakem vogalu in arkadnim notranjim dvoriščem. Celotno stavbo varuje izsušen zunanji vodni jarek. Ob gradu (na zahodni strani) je lepo negovan park redkih dreves in z gabrovim drevoredom, ki ga je videti še danes in velja za enega najstarejših ohranjenih gabrovih drevoredov v Evropi. Zadnji lastniki - Attemsi, so po letu 1717 notranjost gradu predelali: grad so opremili s poslikanim stopniščem, Marijino kapelo in razkošno viteško dvorano. Južno od dvorca so prizidali tudi nova gospodarska poslopja. Grad je preživel manjši požar.

## Razstave
Stalne razstave: rimska cesta Celeia – Petovio, razstava Ančnikovo gradišče, Arkova etnološka zbirka, zbirka vin bistriških pridelovalcev, zbirka molitvenikov, zbirka petrolejk, soba praporov, zbirka lutk v značilnih nošah sveta, Pajtlerjeva zbirka fosilov in mineralov, zbirka mineralov občin Slov. Bistrica in Oplotnica, kamnine Pohorja, Ingoličeva spominska soba, Tomažičeva spominska soba ter Grajska dimnica s staro grajska uro. Tu so tudi likovni saloni, poročna dvorana galerija Grad in viteška dvorana, v kateri potekajo različne kulturne prireditve.